# アカシア (EXILE THE SECONDの曲)
「アカシア」は、EXILE THE SECONDの9枚目のシングル。2018年2月22日にrhythm zoneから発売。

## 概要
「CDのみ」の1形態で発売。発売日である2月22日は日本記念日協会に認定された「EXILE THE SECOND DAY」。
表題曲は、「秘密の恋」という花言葉を持つアカシアの花をモチーフにした曲。レゲエをベースにR&Bやポップスも入れ込んだサウンドとなる。カップリング曲は、バブルガム・ブラザーズ「WON'T BE LONG」のカバー。
表題曲のミュージックビデオは後に発売となったアルバム『Highway Star』に収録された。

## 収録曲

### CD
1. アカシア [3:56]
作詞：SHOKICHI / 作曲：SKY BEATZ、CHRIS HOPE、SHOKICHI
2. WON'T BE LONG [5:11]
作詞・作曲：Bro.KORN / 編曲：Ava1anche
3. アカシア（Instrumental）
4. WON'T BE LONG（Instrumental）